# Avatar: The Legend of Aang - Into the Inferno
Pour les articles homonymes, voir Avatar et Avatar : le dernier maître de l'air (homonymie).
Avatar: The Legend of Aang - Into the Inferno (connu sous le nom Avatar: The Last Airbender - Into the Inferno en Amérique du Nord) est un jeu vidéo basé sur le dessin animé Avatar: The Last Airbender (Avatar, le dernier maitre de l'air). Comme les deux jeux précédents, basés sur les deux premières saisons, ce jeu se base sur la troisième et dernière saison de la série. Ce jeu est disponible pour la Wii, PS2 et Nintendo DS. La version Wii est sortie le 13 octobre 2008 en Amérique du Nord et le 1er novembre 2008 au Royaume-Uni. La version pour PS2 est sortie le 31 octobre 2008 au Royaume-Uni.

## Système de jeu
Les styles du jeu varient selon les plates-formes.

### Nintendo DS
Dans la version Nintendo DS, les personnages ont de très grandes têtes, leur donnant un style cartoonesque. La capacité de Katara à créer des ponts de glace est la même que dans les jeux précédents. Le boomerang de Sokka est utilisé pour détruire des objets hors d'atteinte et pour résoudre des énigmes. Il suit le chemin que le joueur aura tracé. Toph peut quant à elle utiliser sa maîtrise de la terre pour créer de petites plates-formes pour traverser les gouffres. Aang peut créer des tourbillons d'air pour changer les directions des objets ou pour les faire passer par-dessus des trous.

### Wii et PS2
Les versions Wii et PS2 fournissent une manière entièrement différente de jouer. Des boules de feu, des rochers et de l'eau peuvent tous être ramassés en maintenant le bouton B et sont guidés à l'aide du contrôleur principal (télécommande Wii sur Nintendo Wii) à condition qu'il y ait une source à proximité. Aang peut former une sphère de vents violents (canoniquement appelé "boule d'air") pour briser les obstacles et souffler des objets en faisant un cercle avec le contrôleur principal. Toph peut soulever la terre et en jeter, tirer la terre depuis les murs et la soulever pour créer des piliers. Katara peut maîtriser l'eau pour éteindre les incendies et peut la geler en un bloc de glace en secouant le contrôleur secondaire (Nunchuck sur Nintendo Wii). La glace peut également être faite à partir des cascades et des piliers de glace peuvent être créés. Zuko peut guider le feu et brûler des choses. Sokka lance son boomerang lorsque le bouton B est enfoncé. Aang est unique, en cela qu'il peut canoniquement contrôler les quatre éléments, mais se bat uniquement en utilisant sa maîtrise de l'air.